# Saint-Barthélemy (Haute-Saône)
Pour les articles homonymes, voir Saint-Barthélemy.
Saint-Barthélemy est une commune française située dans le département de la Haute-Saône, la région culturelle et historique de Franche-Comté et la région administrative Bourgogne-Franche-Comté.

## Géographie

### Localisation
Saint-Barthélémy est située dans le nord-est de la Haute-Saône, dans les Vosges saônoises. La commune appartient au canton de Melisey, dans l'arrondissement de Lure.
Saint-Barthélémy est limitrophe avec Melisey.

### Topographie

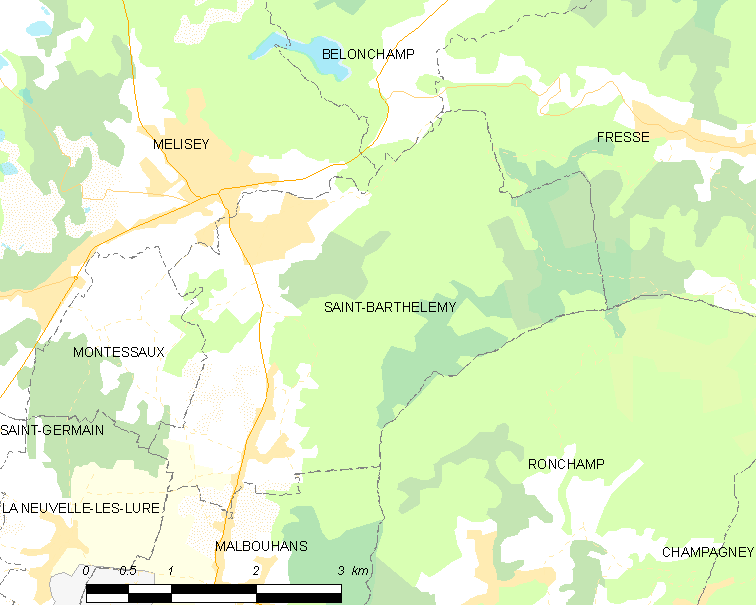
Le territoire communal dans son contexte local.

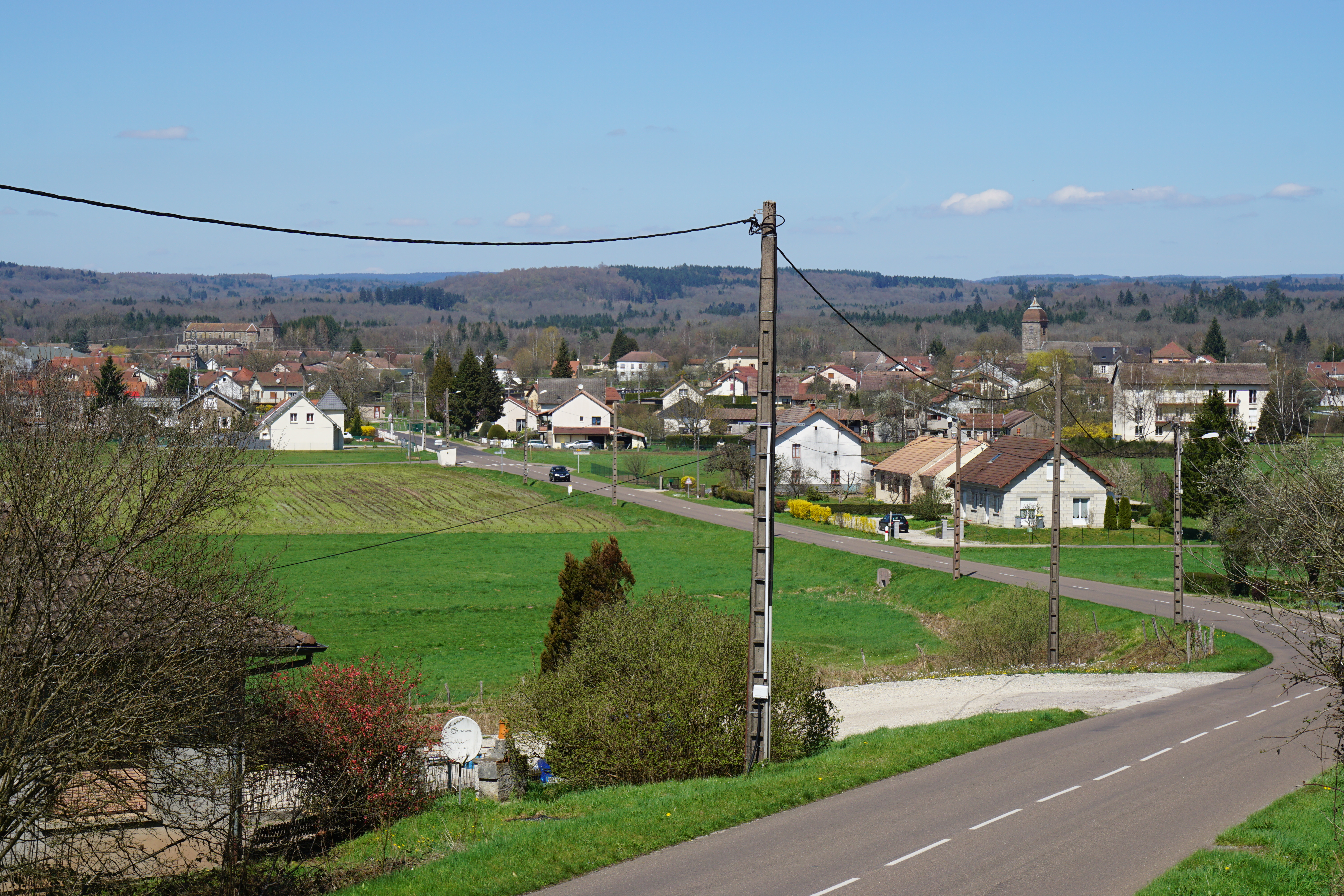
Vue générale de Mélisey et de Saint-Barthélemy.

La commune est située au pied du mont de Vannes, dans la haute vallées de l'Ognon.

### Géologie
Saint-Barthélemy est construite sur le plateau de Haute-Saône dans la dépression sous-vosgienne et s'appuie sur le versant méridional du massif des Vosges. Le territoire communal repose sur le bassin houiller stéphanien sous-vosgien.

### Hydrographie
La rivière l'Ognon sépare les deux communes de Saint-Barthélémy et Melisey.

### Climat
Pour des articles plus généraux, voir Climat de la Bourgogne-Franche-Comté et Climat de la Haute-Saône.
En 2010, le climat de la commune est de type climat de montagne, selon une étude du Centre national de la recherche scientifique s'appuyant sur une série de données couvrant la période 1971-2000. En 2020, Météo-France publie une typologie des climats de la France métropolitaine dans laquelle la commune est exposée à un climat semi-continental et est dans la région climatique  Lorraine, plateau de Langres, Morvan, caractérisée par un hiver rude (1,5 °C), des vents modérés et des brouillards fréquents en automne et hiver. 
Pour la période 1971-2000, la température annuelle moyenne est de 9,9 °C, avec une amplitude thermique annuelle de 17,1 °C. Le cumul annuel moyen de précipitations est de 1 386 mm, avec 13,8 jours de précipitations en janvier et 10,7 jours en juillet. Pour la période 1991-2020, la température moyenne annuelle observée sur la station météorologique de Météo-France la plus proche, « Belfahy_sapc », sur la commune de Belfahy à 12 km à vol d'oiseau, est de 9,0 °C et le cumul annuel moyen de précipitations est de 1 913,4 mm. 
La température maximale relevée sur cette station est de 35,1 °C, atteinte le 24 juillet 2019 ; la température minimale est de −17,7 °C, atteinte le 20 décembre 2009,,. 
Les paramètres climatiques de la commune ont été estimés pour le milieu du siècle (2041-2070) selon différents scénarios d'émission de gaz à effet de serre à partir des nouvelles projections climatiques de référence DRIAS-2020. Ils sont consultables sur un site dédié publié par Météo-France en novembre 2022.

## Urbanisme

### Typologie
Au 1er janvier 2024, Saint-Barthélemy est catégorisée commune rurale à habitat dispersé, selon la nouvelle grille communale de densité à sept niveaux définie par l'Insee en 2022.
Elle appartient à l'unité urbaine de Mélisey, une agglomération intra-départementale regroupant trois  communes, dont elle est une commune de la banlieue,,. Par ailleurs la commune fait partie de l'aire d'attraction de Lure, dont elle est une commune de la couronne,. Cette aire, qui regroupe 33 communes, est catégorisée dans les aires de moins de 50 000 habitants,.

### Occupation des sols
L'occupation des sols de la commune, telle qu'elle ressort de la base de données européenne d’occupation biophysique des sols Corine Land Cover (CLC), est marquée par l'importance des forêts et milieux semi-naturels (69,9 % en 2018), en augmentation par rapport à 1990 (68,9 %). La répartition détaillée en 2018 est la suivante : 
forêts (68,4 %), zones agricoles hétérogènes (18,8 %), zones urbanisées (6,2 %), prairies (3,2 %), terres arables (1,8 %), milieux à végétation arbustive et/ou herbacée (1,6 %). L'évolution de l’occupation des sols de la commune et de ses infrastructures peut être observée sur les différentes représentations cartographiques du territoire : la carte de Cassini (XVIIIe siècle), la carte d'état-major (1820-1866) et les cartes ou photos aériennes de l'IGN pour la période actuelle (1950 à aujourd'hui).

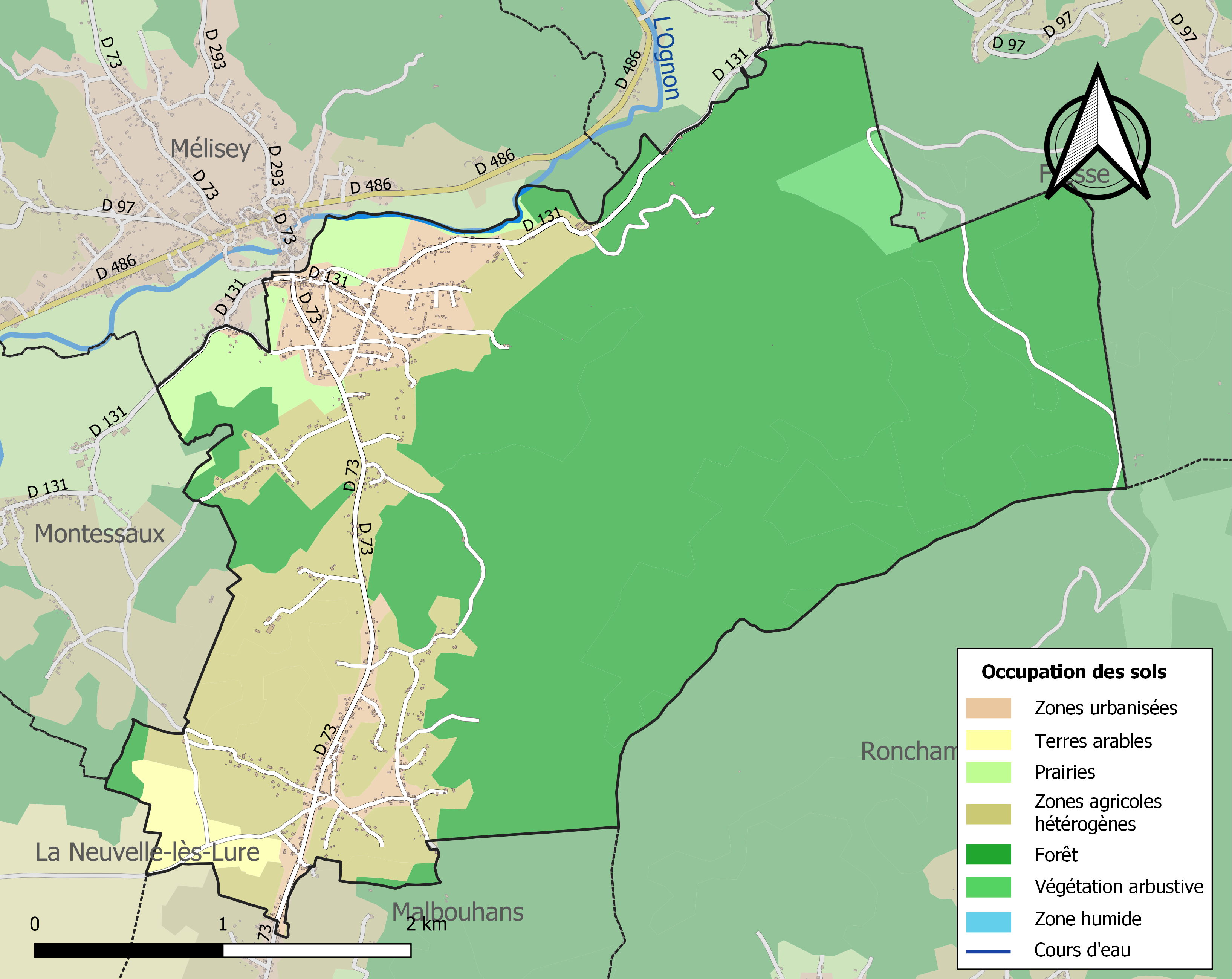
Carte des infrastructures et de l'occupation des sols de la commune en 2018 (CLC).

### Voies de communication et transport
La commune est traversée par la RD73.

## Toponymie
La commune doit son nom au titulaire de l'église paroissiale : Saint-Barthélémy.

## Histoire

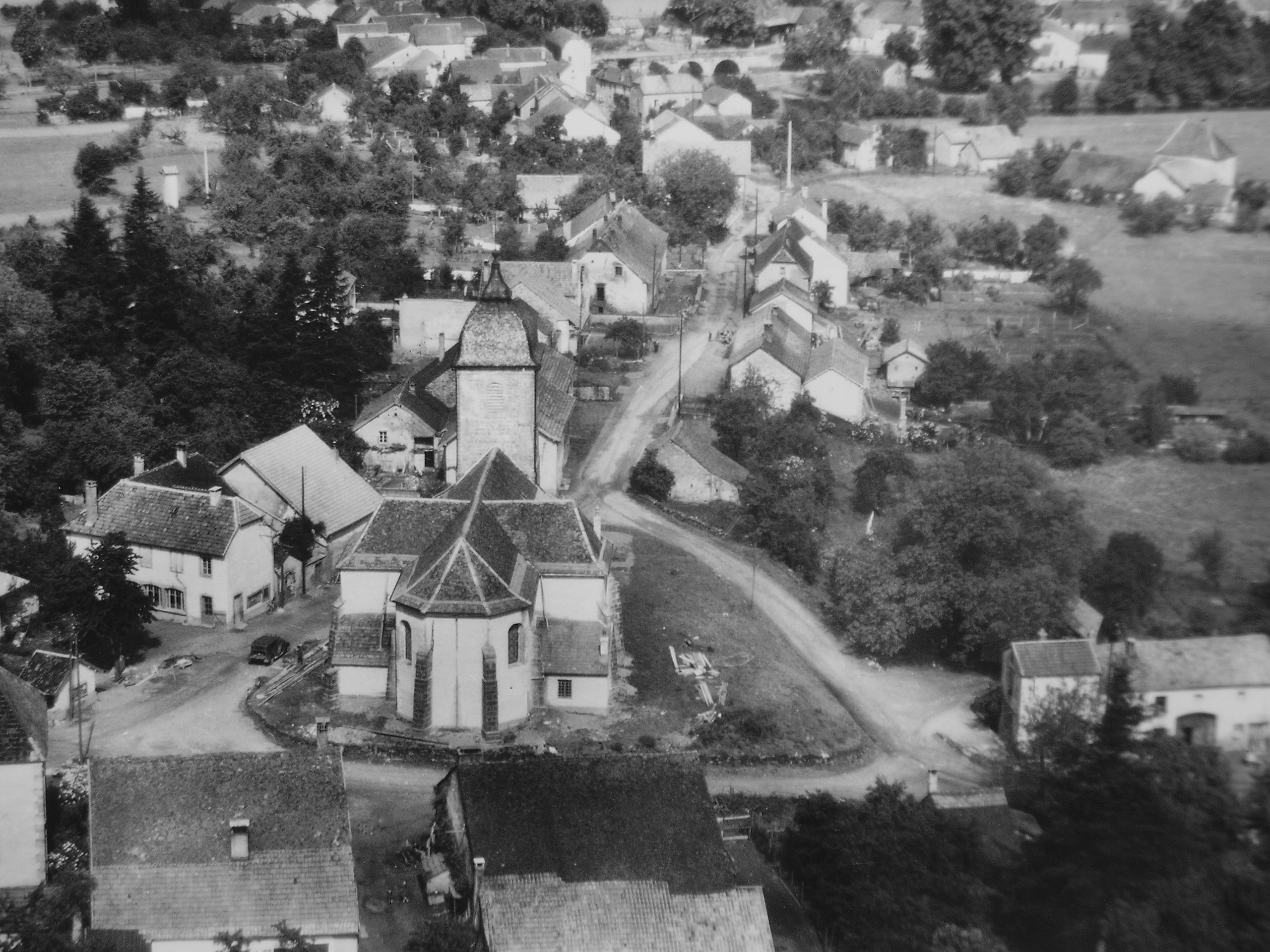
Vue aérienne ancienne.

Des mines de minerais métalliques sont exploitées aux XVe siècle et XVIe siècle sur les flancs du mont de Vannes.
À l'origine, Saint-Barthélémy appartenait à la baronnie de Melisey et dépendait de la terre de Faucogney. Elle est entrée dans le district de Lure et le canton de Melisey en 1790.
Il y avait autrefois un château à Saint-Barthélémy, à droite de la route actuelle en direction de Malbouhans. Il fut détruit en 1643 par Turenne. Aujourd'hui, seul subsiste le puits.
Au cours de la Révolution française, la commune porta provisoirement le nom de Val-de-Melisey.
Le village compte de nombreux mineurs travaillant aux houillères de Ronchamp entre le XVIIIe siècle et le XXe siècle. Il fait alors partie du territoire du bassin minier. La plupart des mineurs sont également agriculteur, la majorité vivent au hameau des Granges. Malgré l'éloignement des puits de mines qui sont creusés de plus en plus vers le sud, 32 mineurs sont encore recensés sur la commune en 1930. La compagnie de Mourière possède une concession qui comprend une partie du territoire communal.

## Politique et administration

Carte départementale représentant en rouge la communauté de communes des mille étangs.

### Rattachements administratifs et électoraux
La commune fait partie de l'arrondissement de Lure du département de la Haute-Saône, en région Bourgogne-Franche-Comté. Pour l'élection des députés, elle dépend de la deuxième circonscription de la Haute-Saône.
Elle fait partie depuis 1793 du canton de Mélisey. Dans le cadre du redécoupage cantonal de 2014 en France, ce canton s'est agrandi, passant de 13 à 34 communes.

### Intercommunalité
La commune fait partie de la communauté de communes des mille étangs depuis le 1er janvier 2017.

### Liste des maires

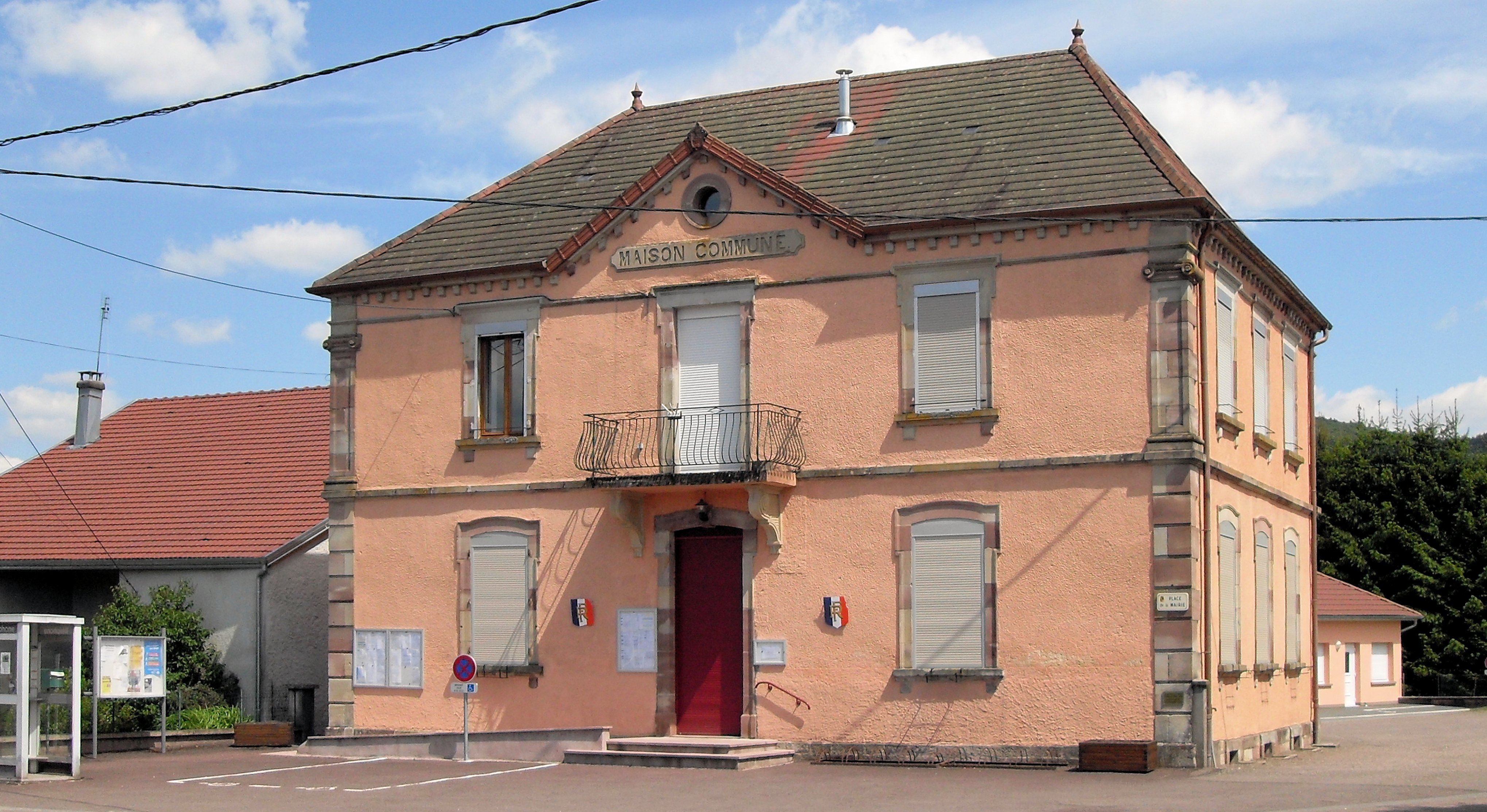
La mairie.

| Période                                  | Période                   | Identité                | Étiquette | Qualité      |
| ---------------------------------------- | ------------------------- | ----------------------- | --------- | ------------ |
| Les données manquantes sont à compléter. |                           |                         |           |              |
| avant 1895                               |                           | Jules Antoine Thiault   |           |              |
| juillet 1928                             | juillet 1934              | Marcel Thiault          |           |              |
| Les données manquantes sont à compléter. |                           |                         |           |              |
| 1945                                     | 1989                      | Maurice Giboulet        | PCF       | Entrepreneur |
| mars 1989                                | mars 2008                 | Maurice Landry-Chapitey | PCF       |              |
| mars 2008                                | mai 2020                  | Denis Gillet            |           | Retraité     |
| mai 2020                                 | En cours (au 24 mai 2020) | Francis Oudot           |           |              |

## Population et société

### Démographie
L'évolution du nombre d'habitants est connue à travers les recensements de la population effectués dans la commune depuis 1793. Pour les communes de moins de 10 000 habitants, une enquête de recensement portant sur toute la population est réalisée tous les cinq ans, les populations de référence des années intermédiaires étant quant à elles estimées par interpolation ou extrapolation. Pour la commune, le premier recensement exhaustif entrant dans le cadre du nouveau dispositif a été réalisé en 2006.

En 2022, la commune comptait 1 091 habitants, en évolution de −1,98 % par rapport à 2016 (Haute-Saône : −1,4 %, France hors Mayotte : +2,11 %).
| 1793 | 1800 | 1806 | 1821 | 1831 | 1836  | 1841  | 1846  | 1851  |
| ---- | ---- | ---- | ---- | ---- | ----- | ----- | ----- | ----- |
| 768  | 681  | 614  | 756  | 990  | 1 032 | 1 037 | 1 136 | 1 196 |

| 1856  | 1861  | 1866  | 1872  | 1876  | 1881  | 1886  | 1891 | 1896 |
| ----- | ----- | ----- | ----- | ----- | ----- | ----- | ---- | ---- |
| 1 082 | 1 103 | 1 050 | 1 063 | 1 112 | 1 032 | 1 071 | 957  | 967  |

| 1901 | 1906 | 1911 | 1921 | 1926 | 1931 | 1936 | 1946 | 1954 |
| ---- | ---- | ---- | ---- | ---- | ---- | ---- | ---- | ---- |
| 992  | 940  | 901  | 848  | 868  | 834  | 730  | 719  | 786  |

| 1962 | 1968 | 1975 | 1982  | 1990 | 1999 | 2006  | 2011  | 2016  |
| ---- | ---- | ---- | ----- | ---- | ---- | ----- | ----- | ----- |
| 810  | 880  | 950  | 1 045 | 997  | 900  | 1 096 | 1 147 | 1 113 |

| 2021  | 2022  | - | - | - | - | - | - | - |
| ----- | ----- | - | - | - | - | - | - | - |
| 1 095 | 1 091 | - | - | - | - | - | - | - |

### Éducation
La commune dispose depuis 2014 du pôle éducatif du Mont de Vannes, qui scolarise, pour la rentrée 2016/2017, 144 élèves de  classes maternelles ou primaires issus des communes de Malbouhans, Montessaux et Saint-Barthélemy,, ainsi que d'un pôle périscolaire.

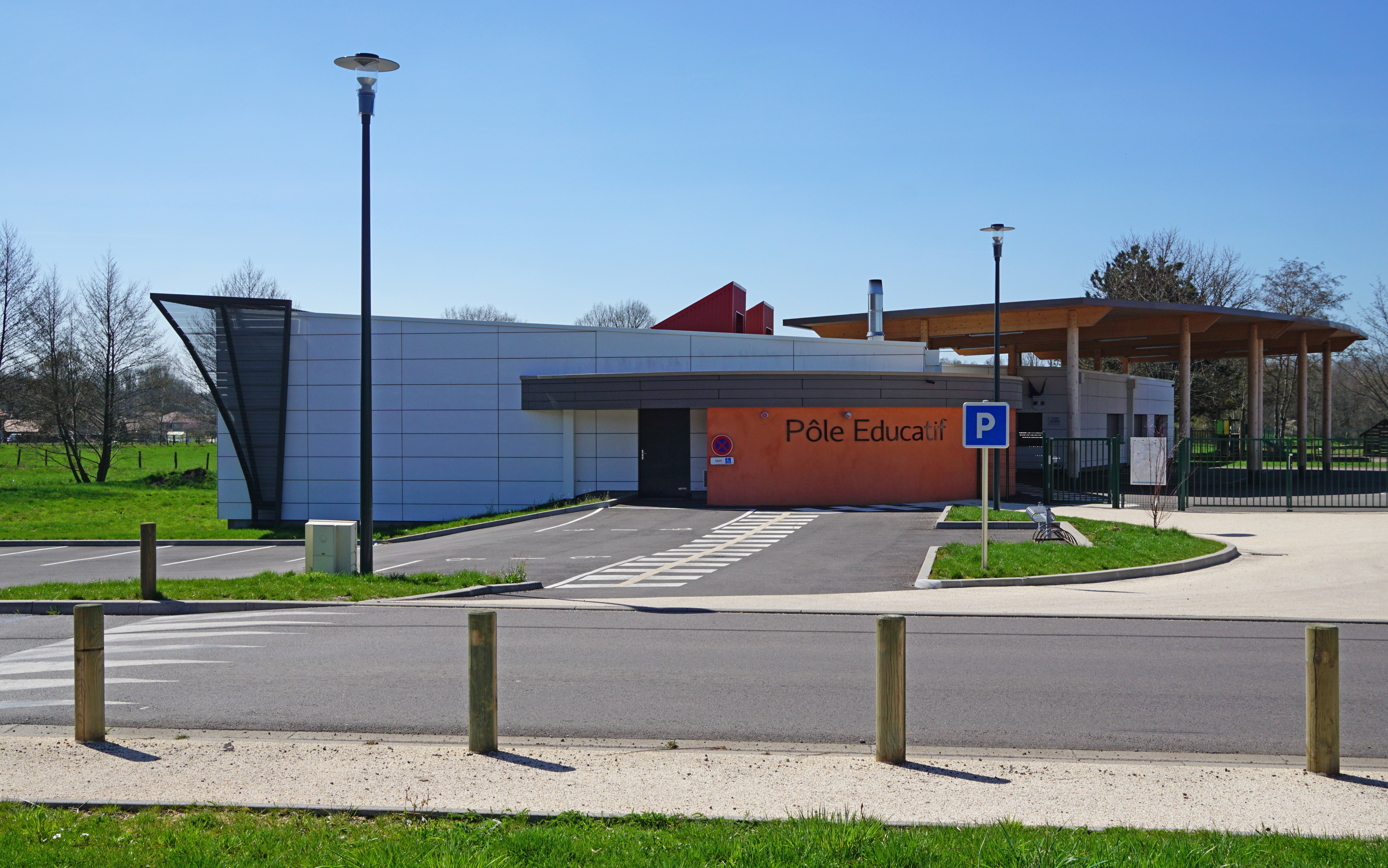
Le pôle éducatif.
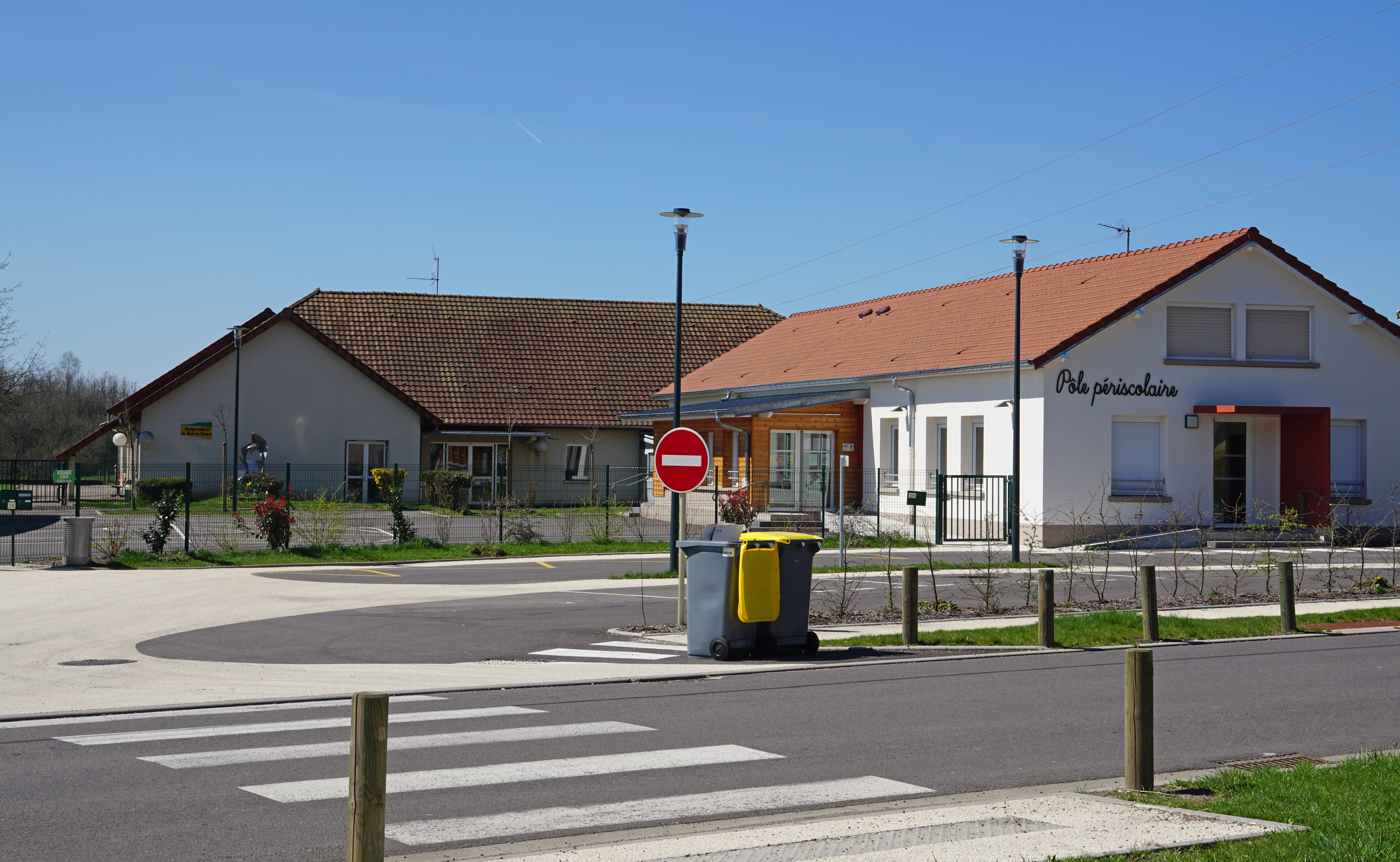
Le pôle périscolaire.

### Vie locale
L'association La Chormelotte organise de nombreuses animations dans la commune, et notamment un marché de Saint-Nicolas. Celui-ci est le plus gros marché de Noël couvert du département[réf. nécessaire]. Il a lieu chaque année le premier dimanche de décembre, dans la salle Maurice-Giboulet. Une soixantaine d'exposants sont présents (artisanat, produits locaux...).
En juin, l'association propose également un vide-grenier brocante, dont la 7e édition a eu lieu en 2016.
Depuis 2012, l'association Les Rendez-vous organise chaque année à la fin du mois d'août un concert de musique classique dans le cadre du Rendez-vous. De prestigieux invités se sont succédé : Natalia Valentin, le Quatuor Eclisses, Nicolas Stavy, Guillaume Latour, Damien Luce et Juliette Salmona.

## Économie
L'économie de la commune est liée à la ville de Lure, où une partie de la population travaille.

## Culture locale et patrimoine

### Lieux et monuments
L'église située au centre du village a la particularité d'être surmontée d'un clocher décoré de la croix de Lorraine. Elle fut construite en 1731. Avant cette date, Saint-Barthélémy faisait partie de la paroisse de Melisey.

L'église Saint-Barthélémy.
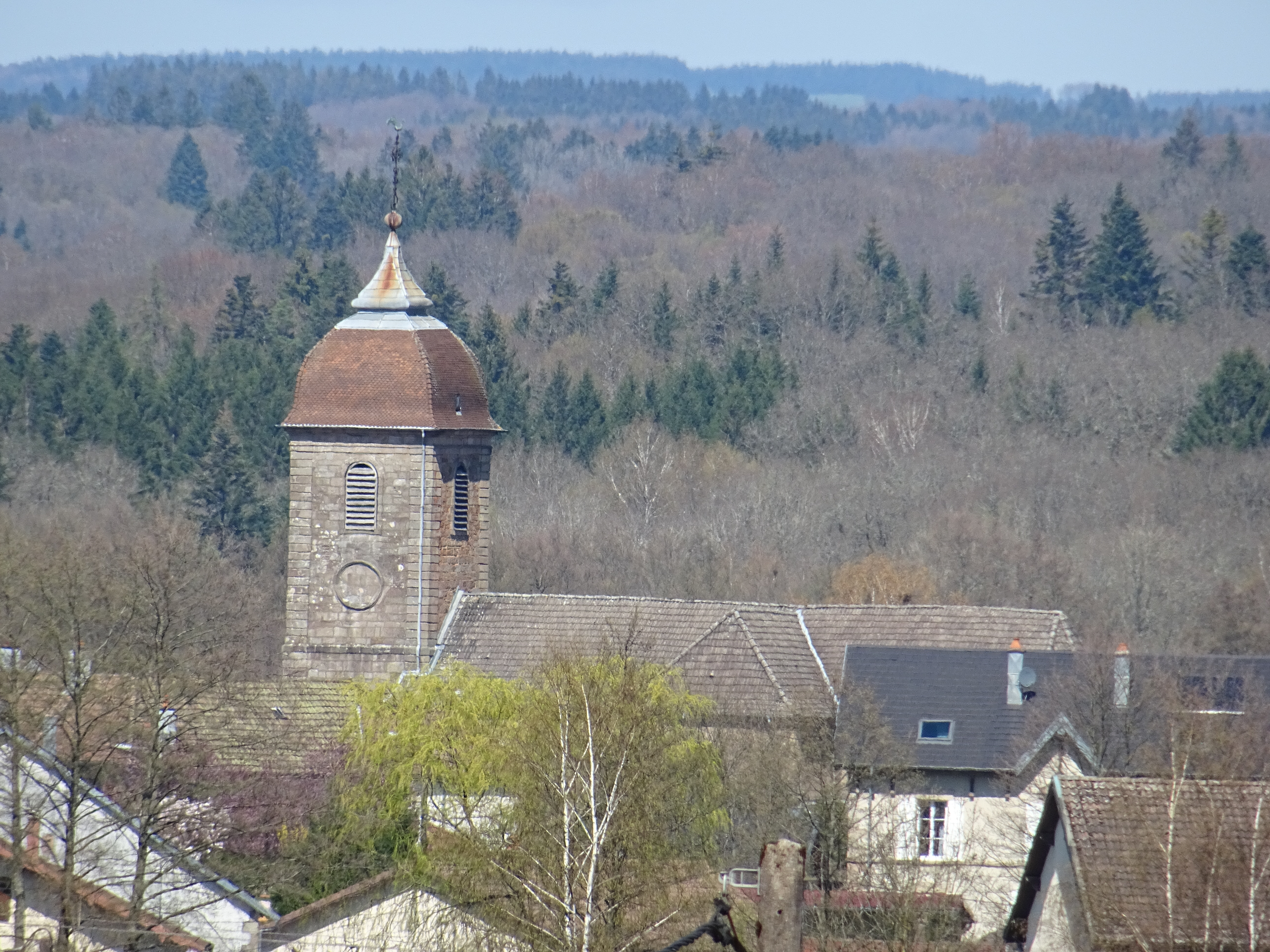
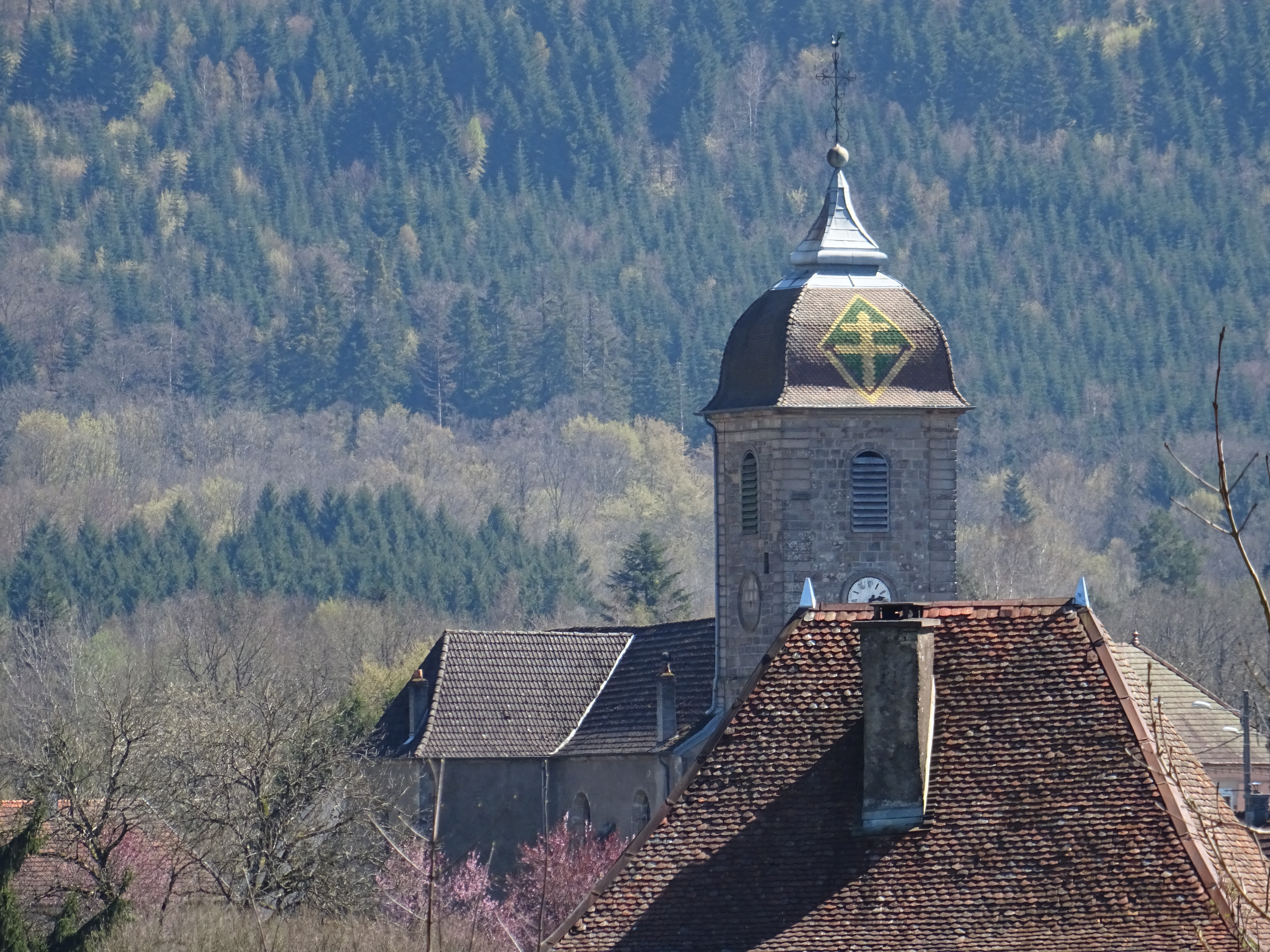
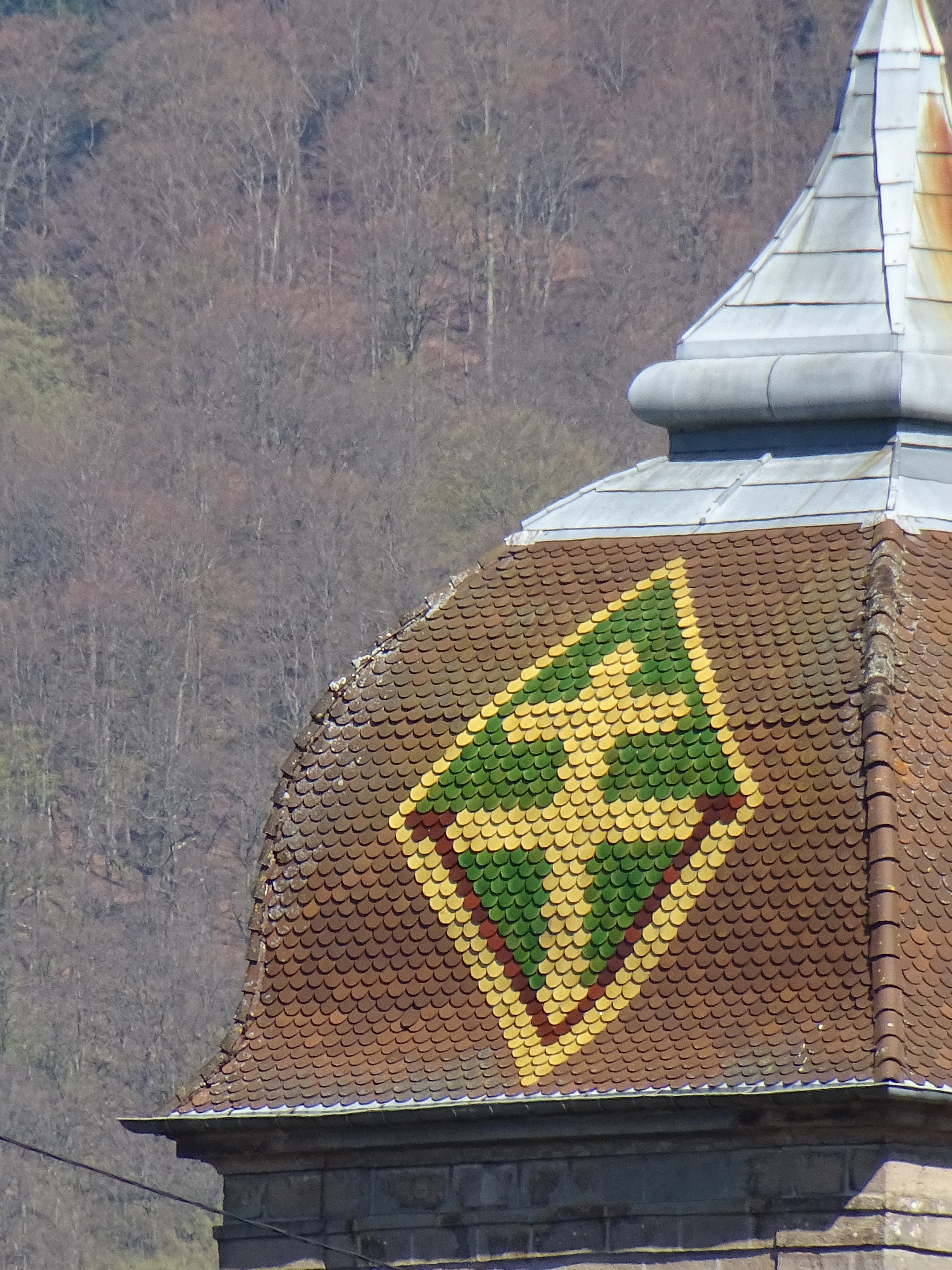
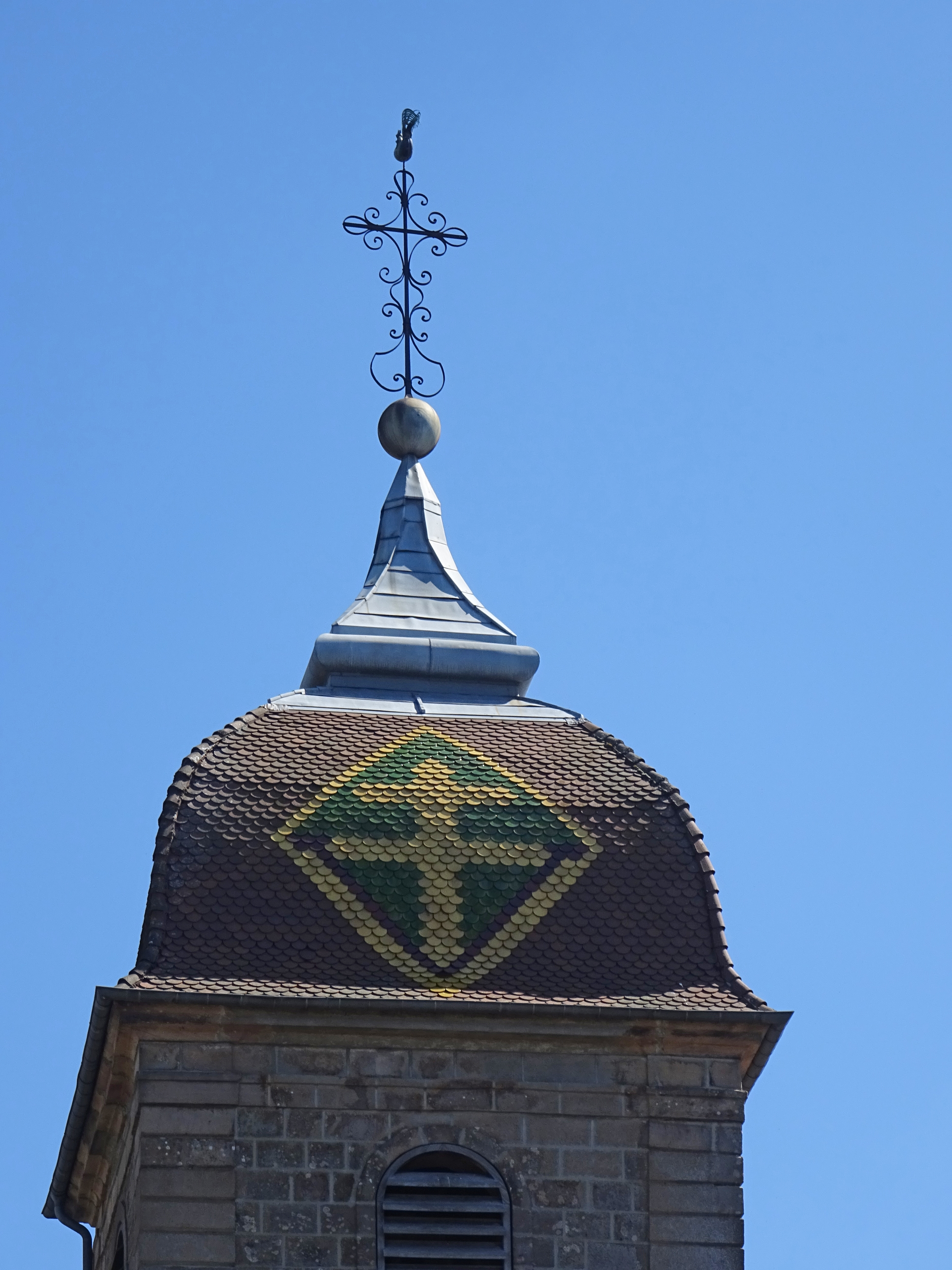
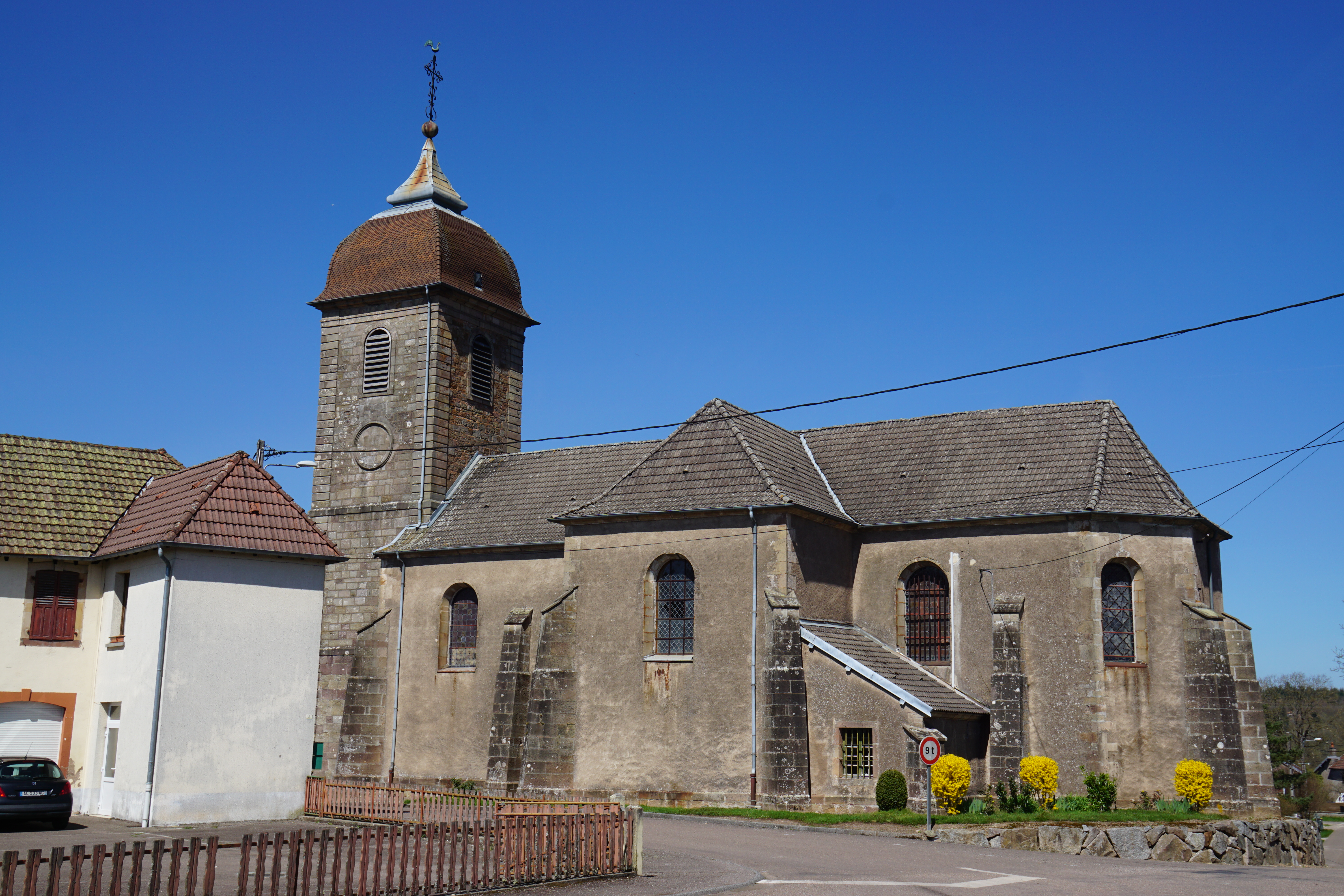

Une tourbière est située en partie sur le périmètre de la commune, au lieu-dit étang du Sennepey. Longtemps utilisée comme décharge publique, cette tourbière est aujourd'hui recouverte de terre et végétalisée. Elle fait régulièrement l'objet d'études hydrogéologiques.
La commune possède deux monuments aux morts et des calvaires.

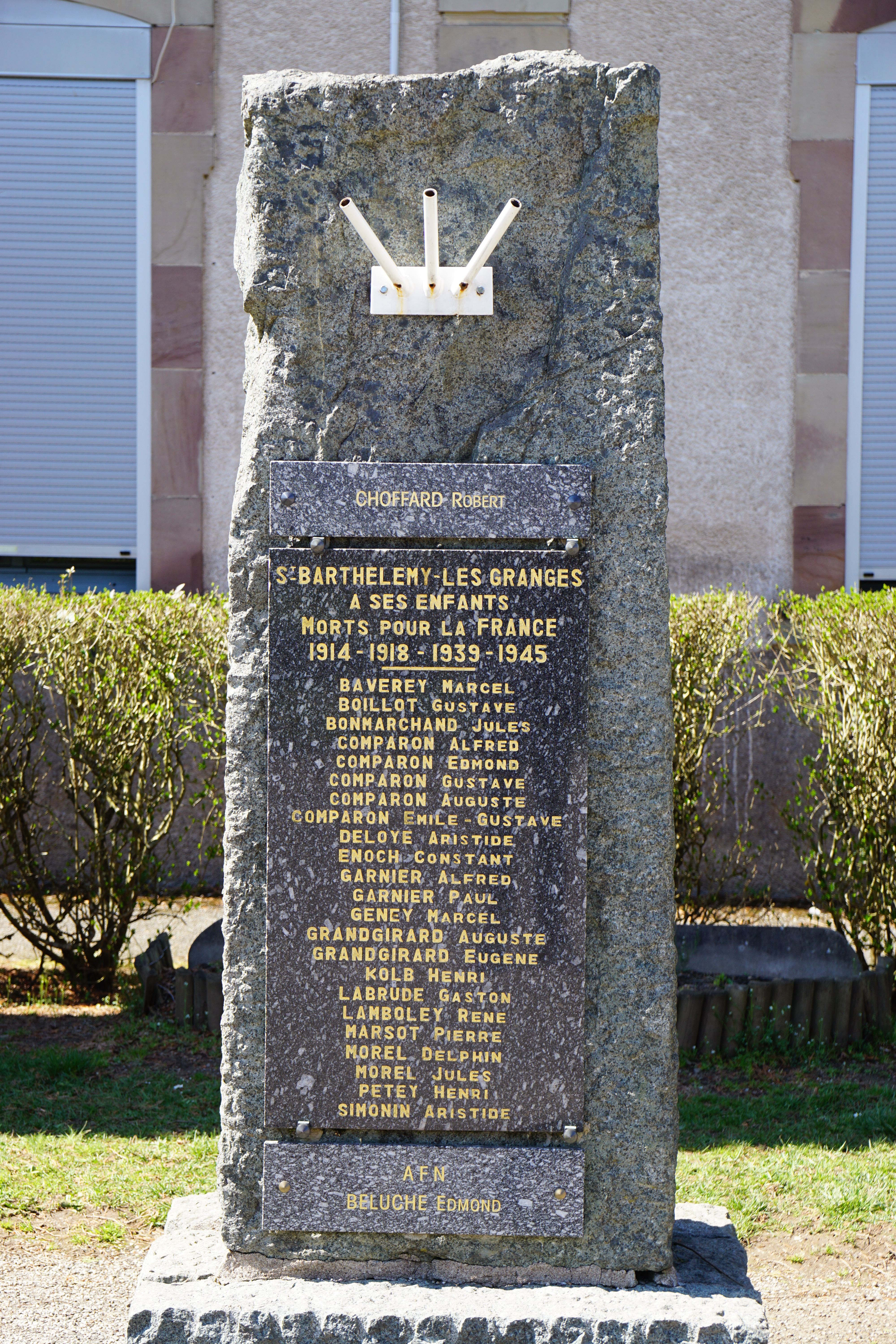
Monument aux morts des Granges.
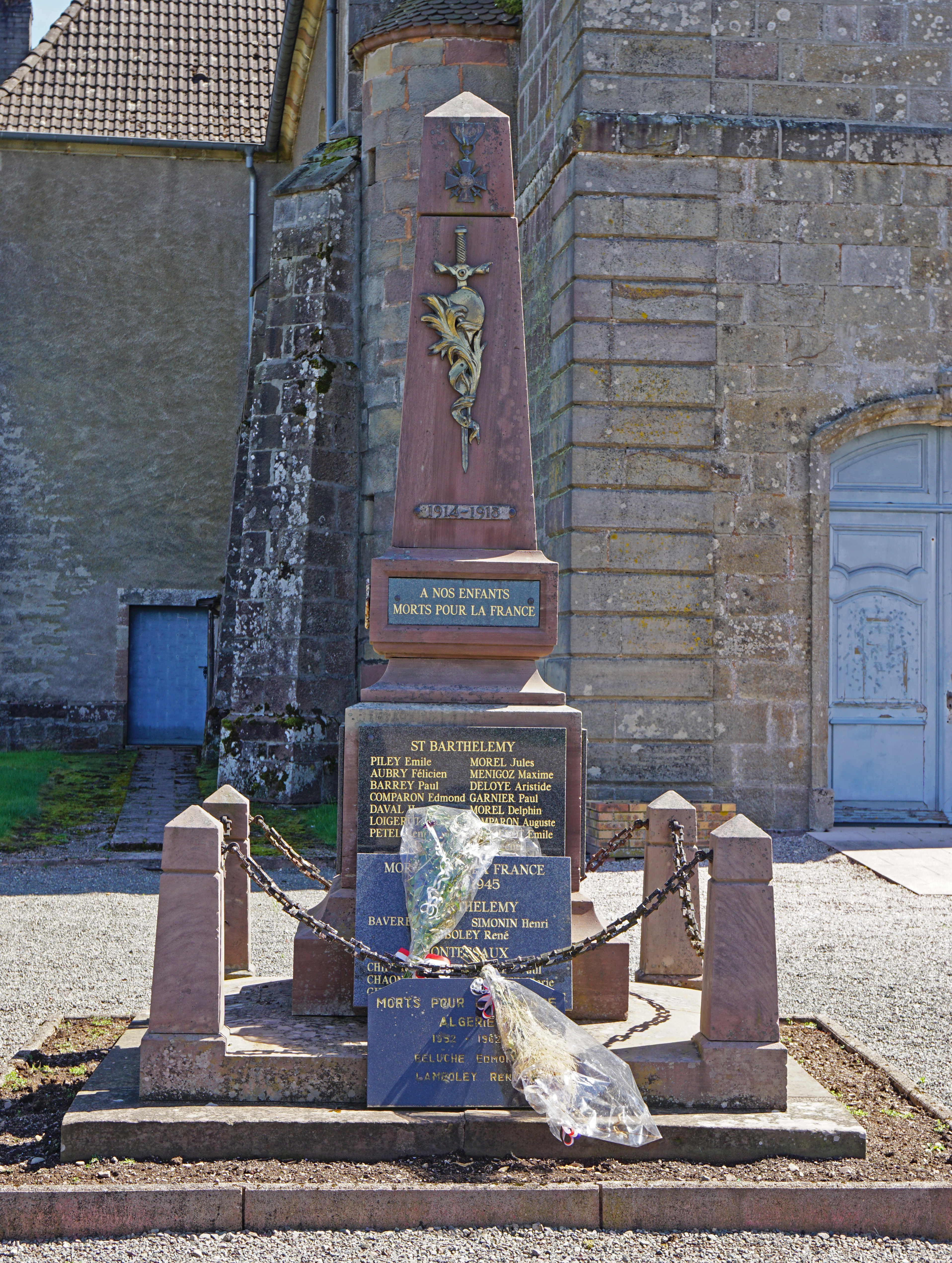
Monument aux morts de l'église.
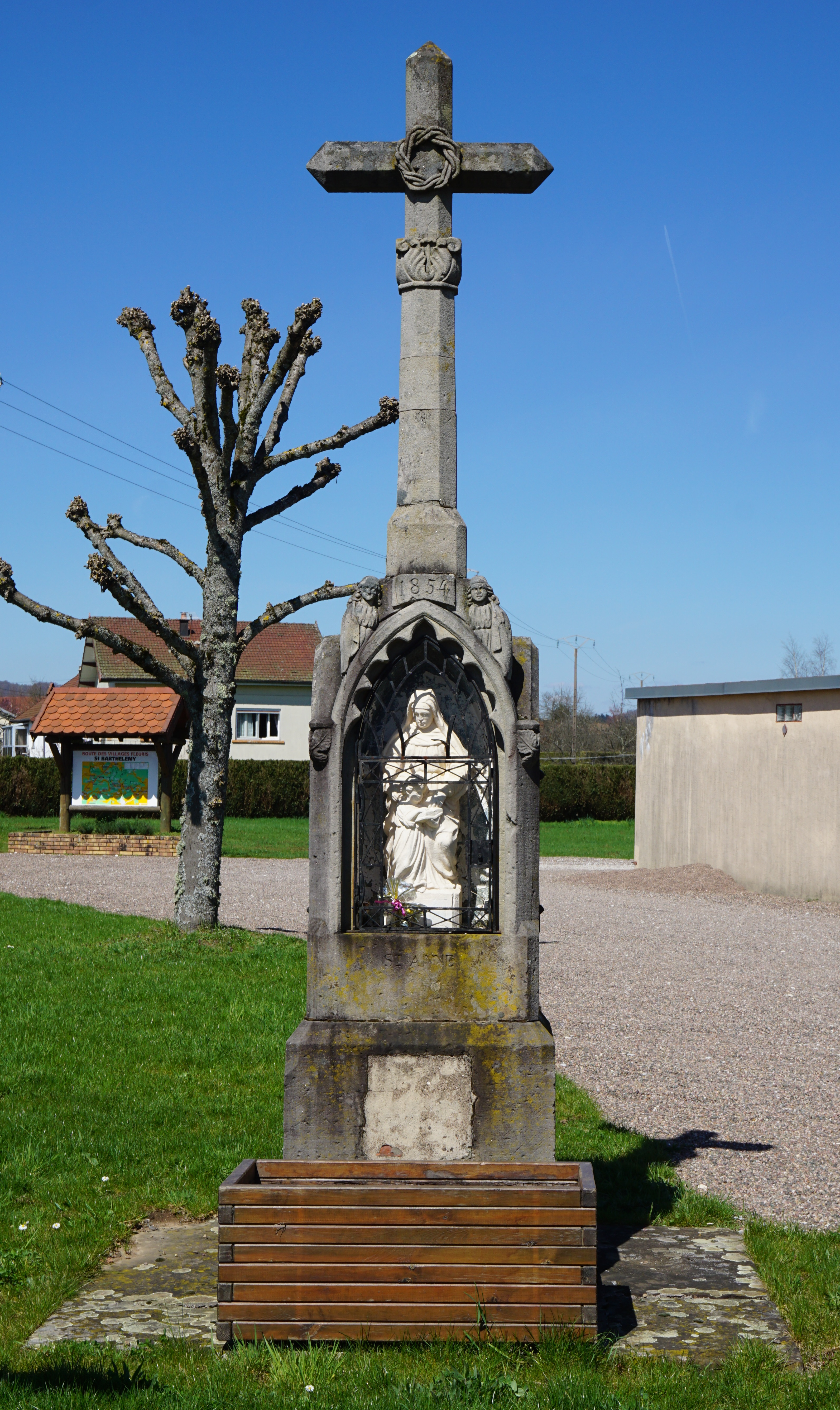
Calvaire.

Des vestiges de l’exploitation minière du mont de Vannes subsistent sur les hauteurs de la commune. Un arrêté de protection du biotope des chauve-souris est en vigueur dans ces mines.

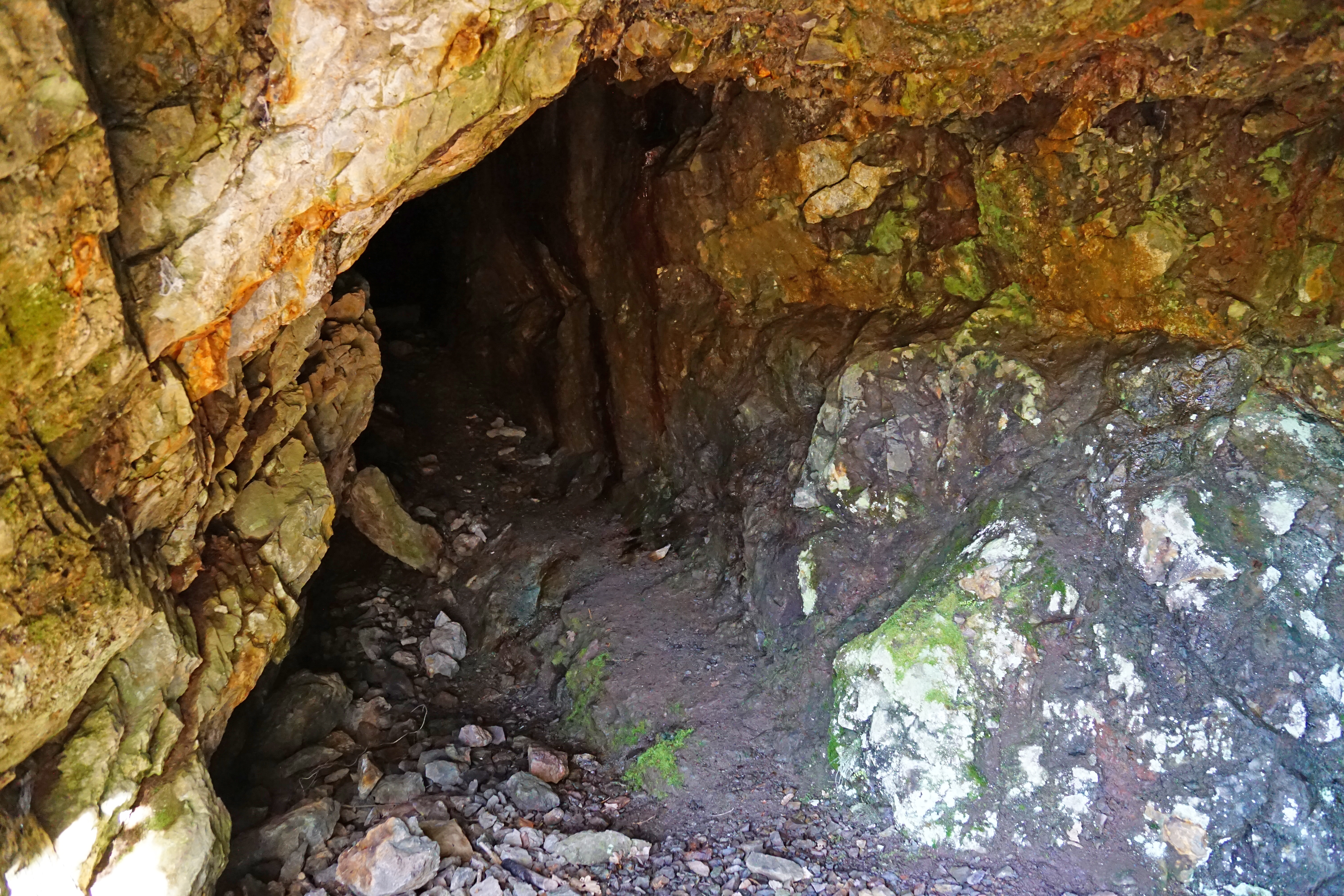
Une entrée de galerie.
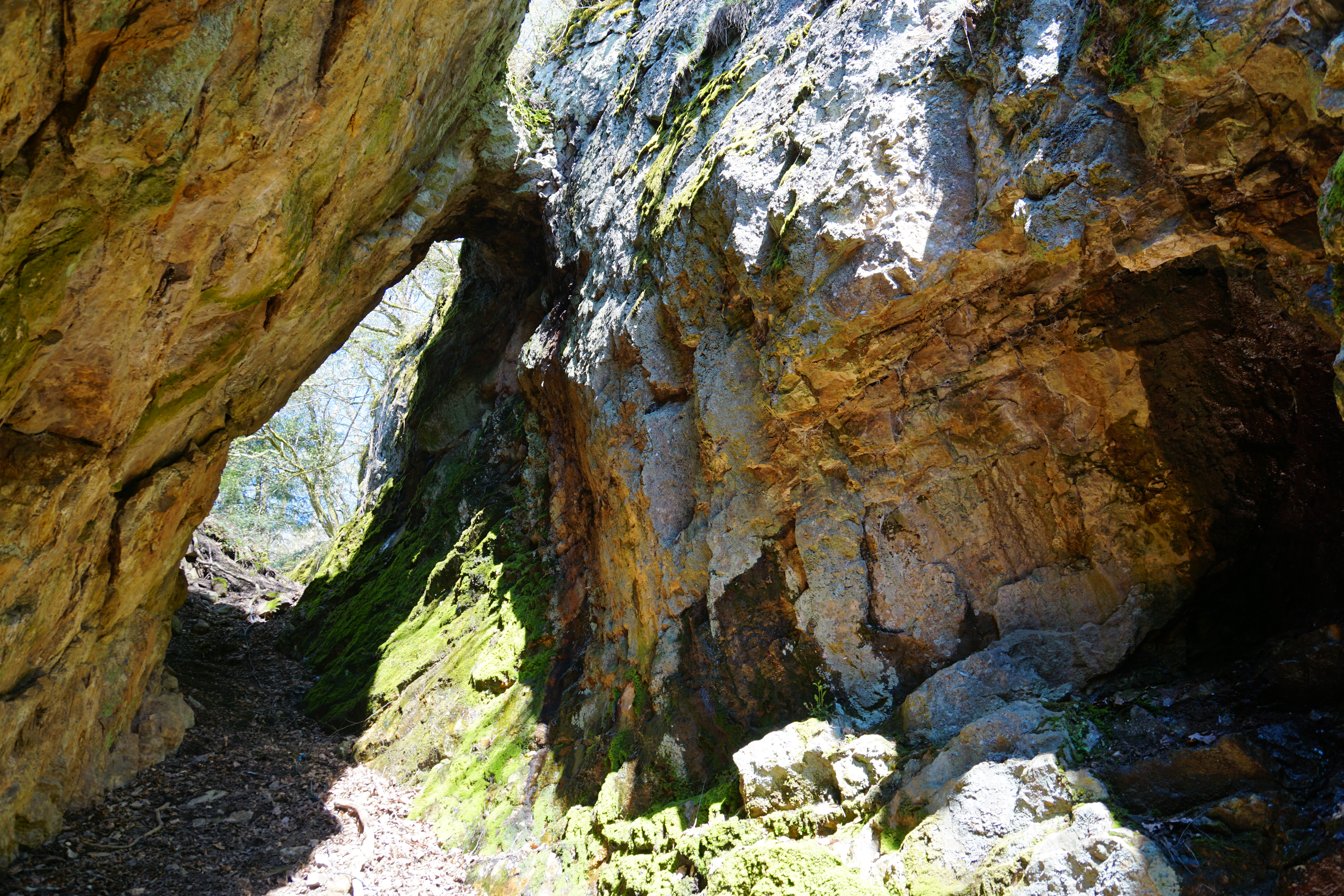
Une tranchée.
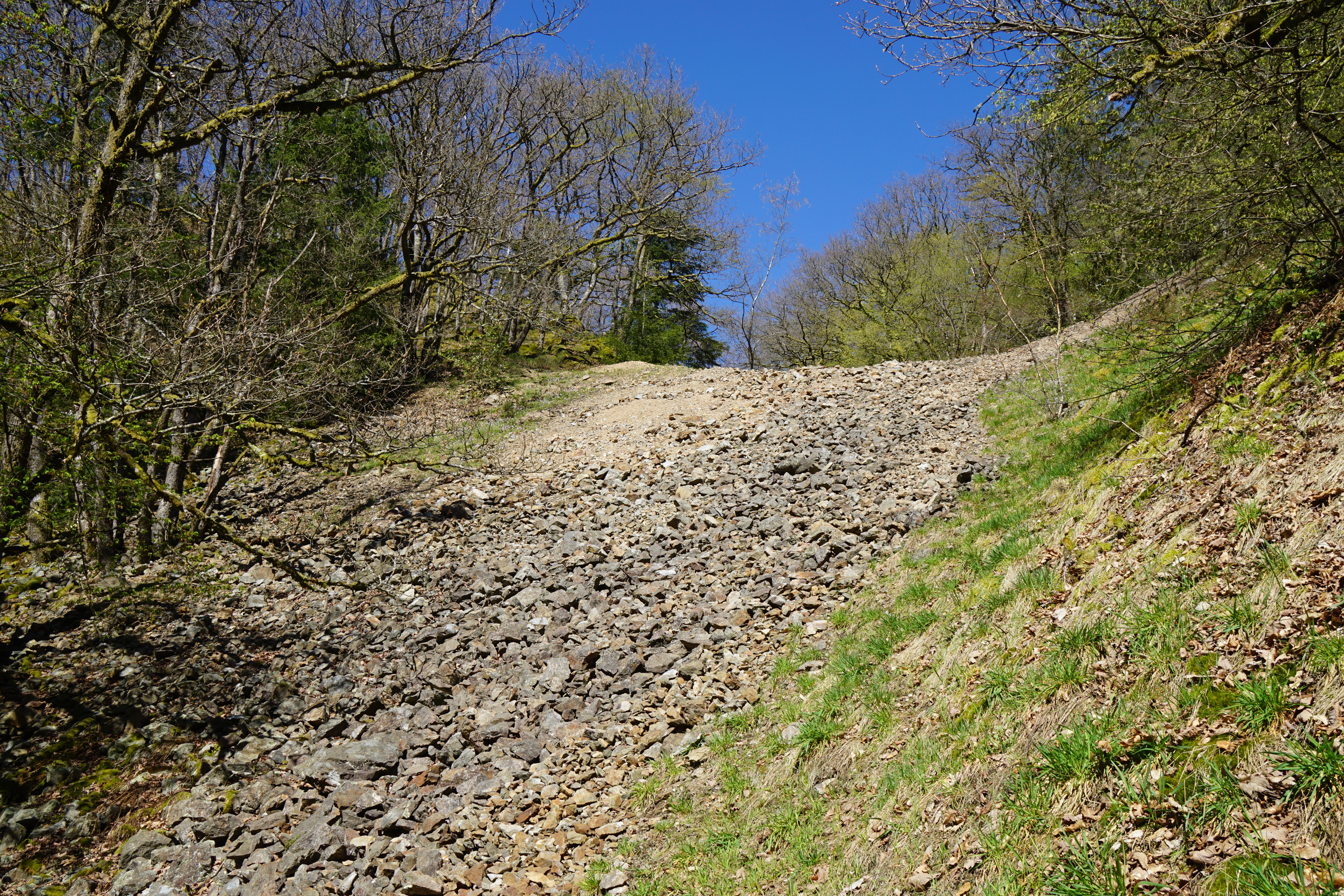
Une halde.

### Héraldique
| Blason de Saint-Barthélemy | Blason  | Écartelé: au 1er d'or à deux tours couvertes de gueules pavillonnées d'azur, au 2e de sinople à trois gerbes de blé d'or, au 3e de sinople à la roue de moulin d'or, au 4e d'or à deux pics de mineurs de sables passés en sautoir, soutenu d'un croissant du même. |
| Blason de Saint-Barthélemy | Détails | Le statut officiel du blason reste à déterminer. |